# Нідергерсдорф
Нідергерсдорф (нім. Niedergörsdorf) — громада в Німеччині, розташована в землі Бранденбург. Входить до складу району Тельтов-Флемінг.
Площа — 204,67 км2. Населення становить 6141 ос. (станом на 31 грудня 2020).

## Демографія
- Динаміка населення з 1875 року в сучасних кордонах (Синя лінія: населення; Пунктир: відносна порівняльна динаміка населення землі Бранденбург; Сірий фон: період Третього рейху; Помаранчевий фон: період НДР)
- Динаміка населення (синя лінія) і прогнози

## Галерея

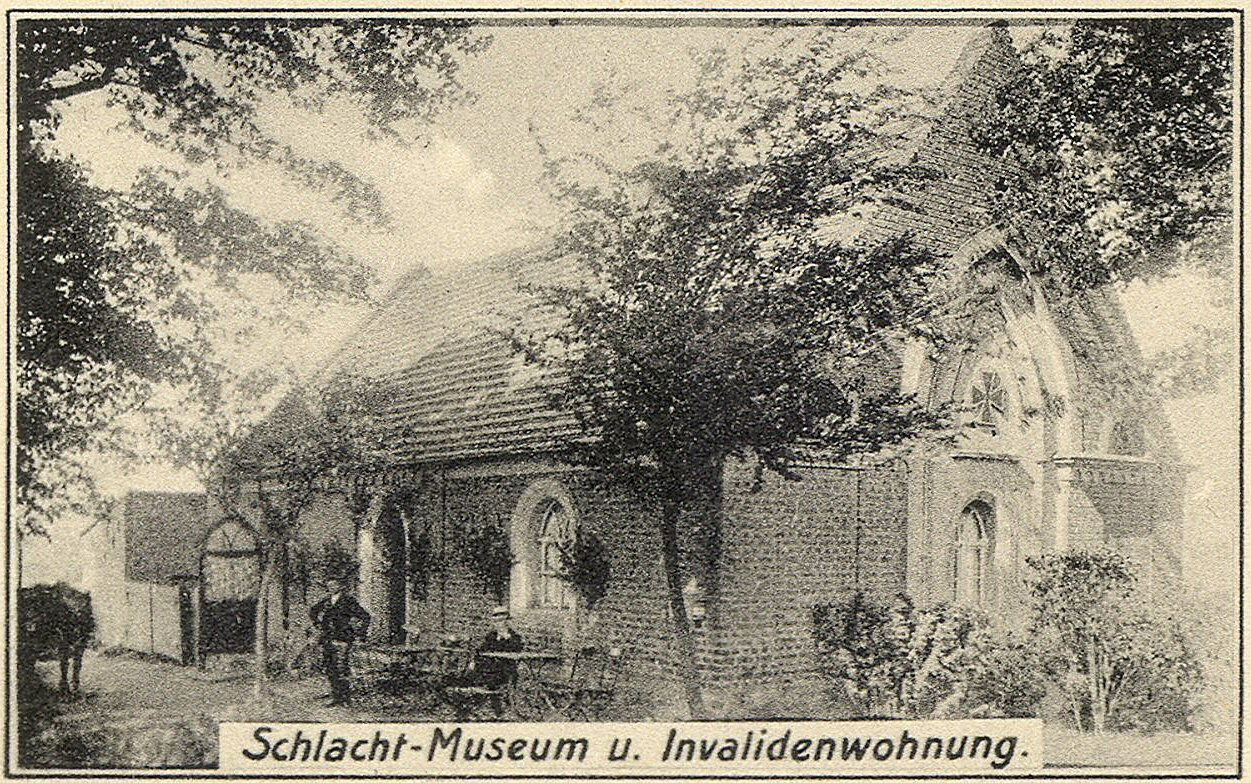
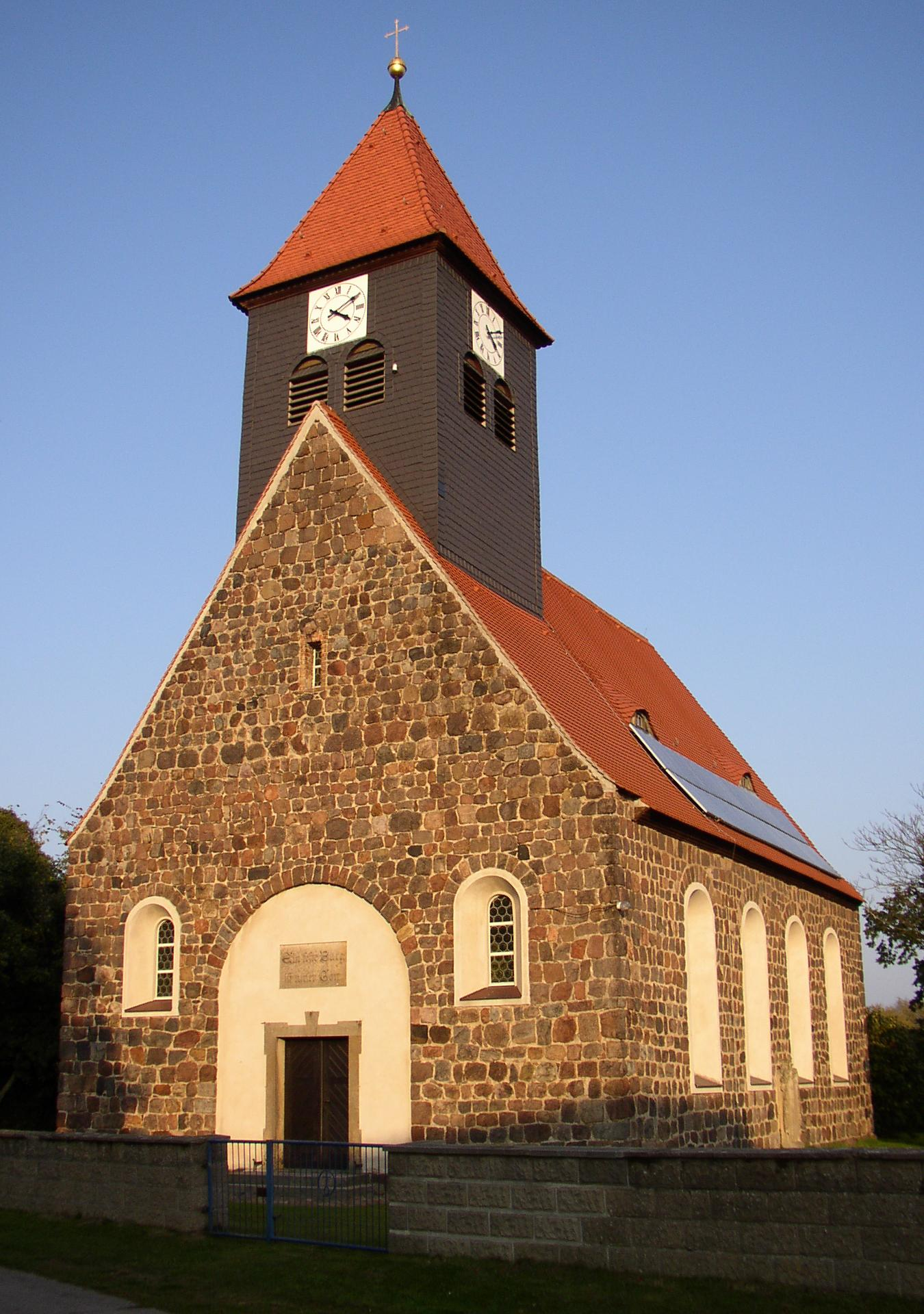
hochkant
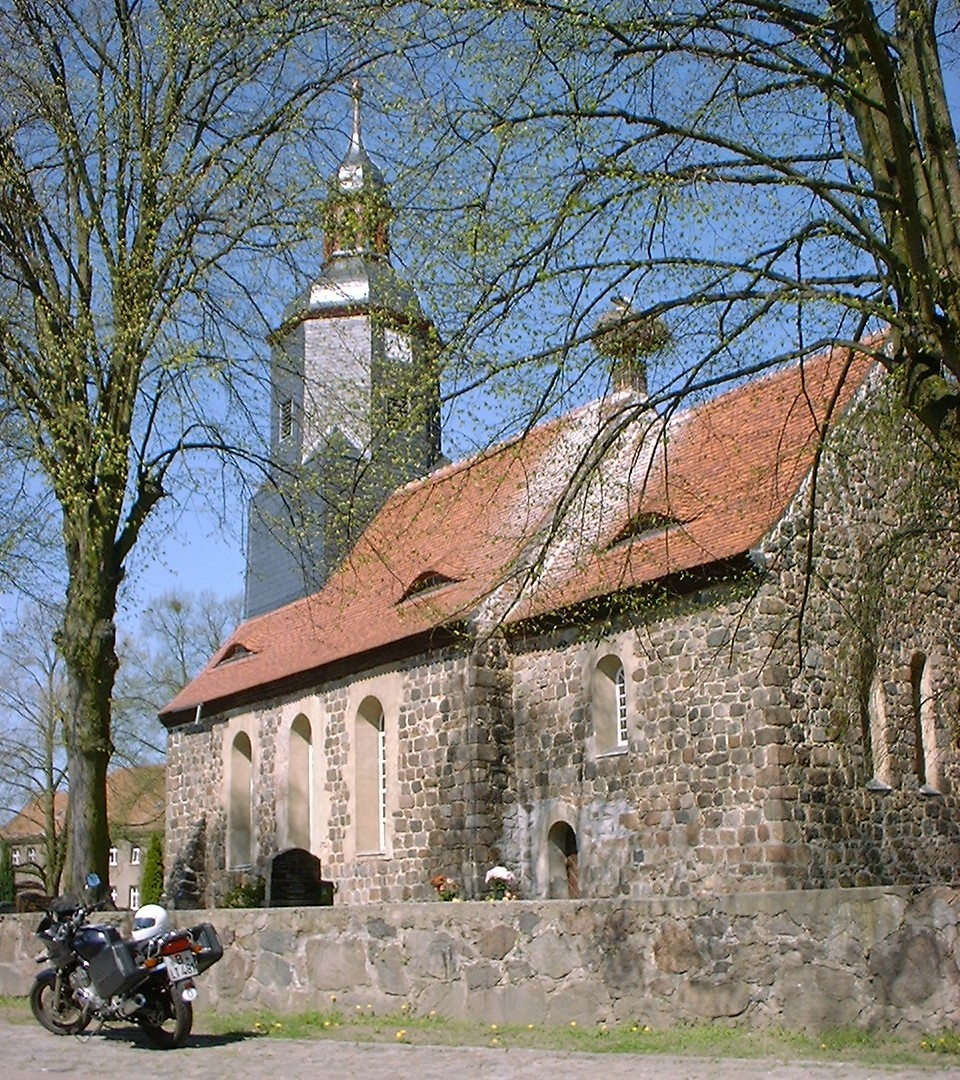
hochkant
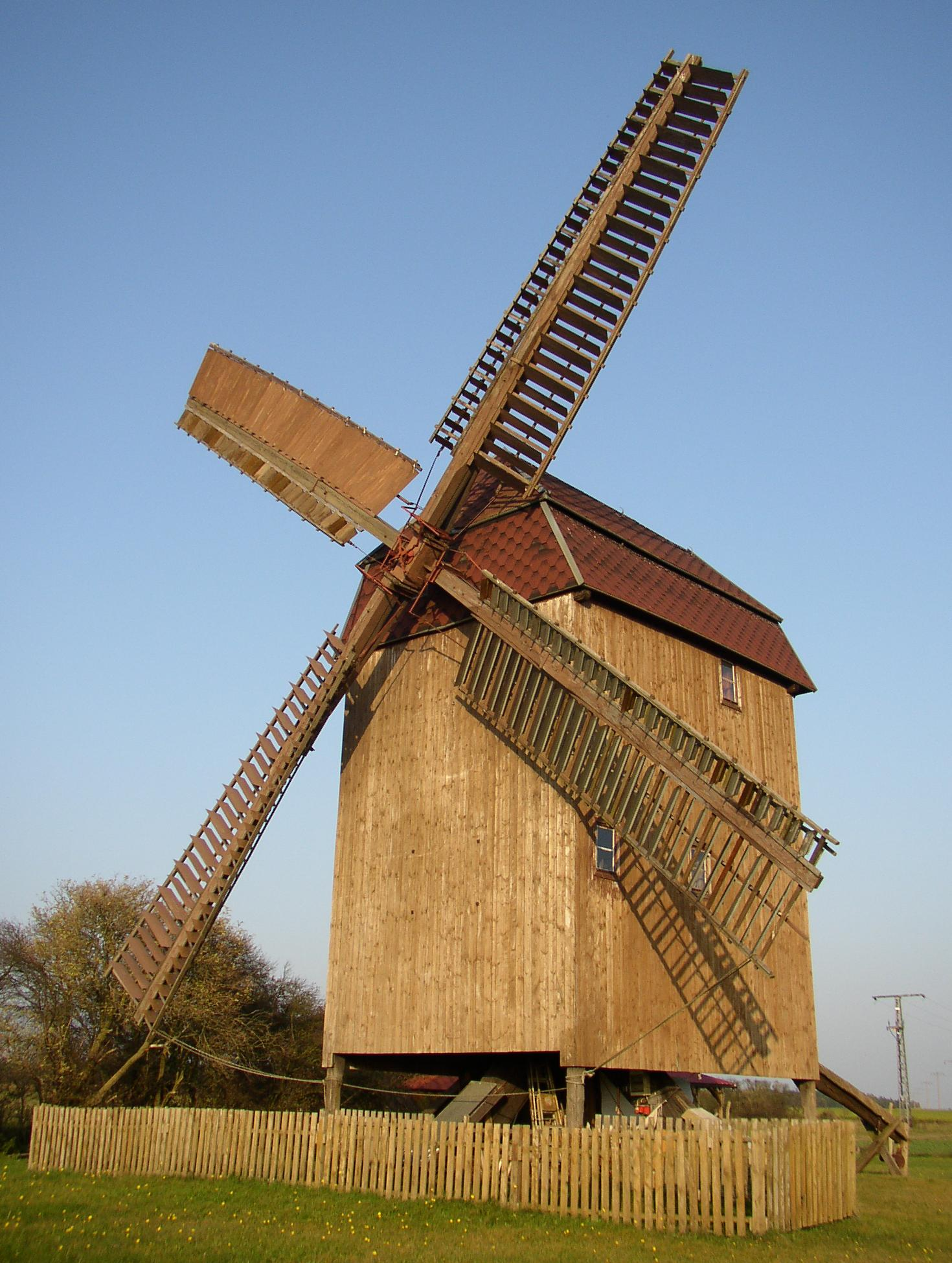
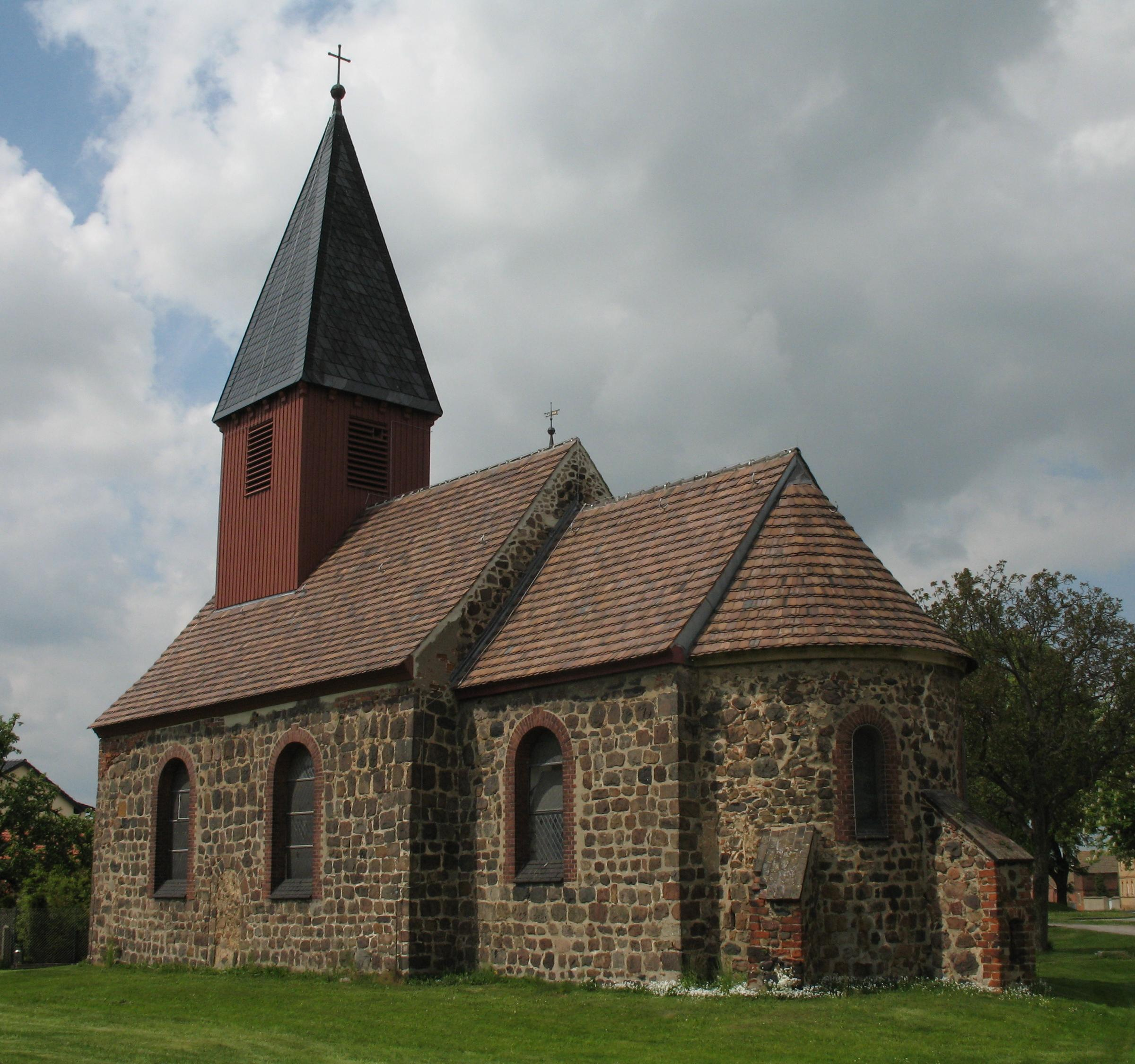
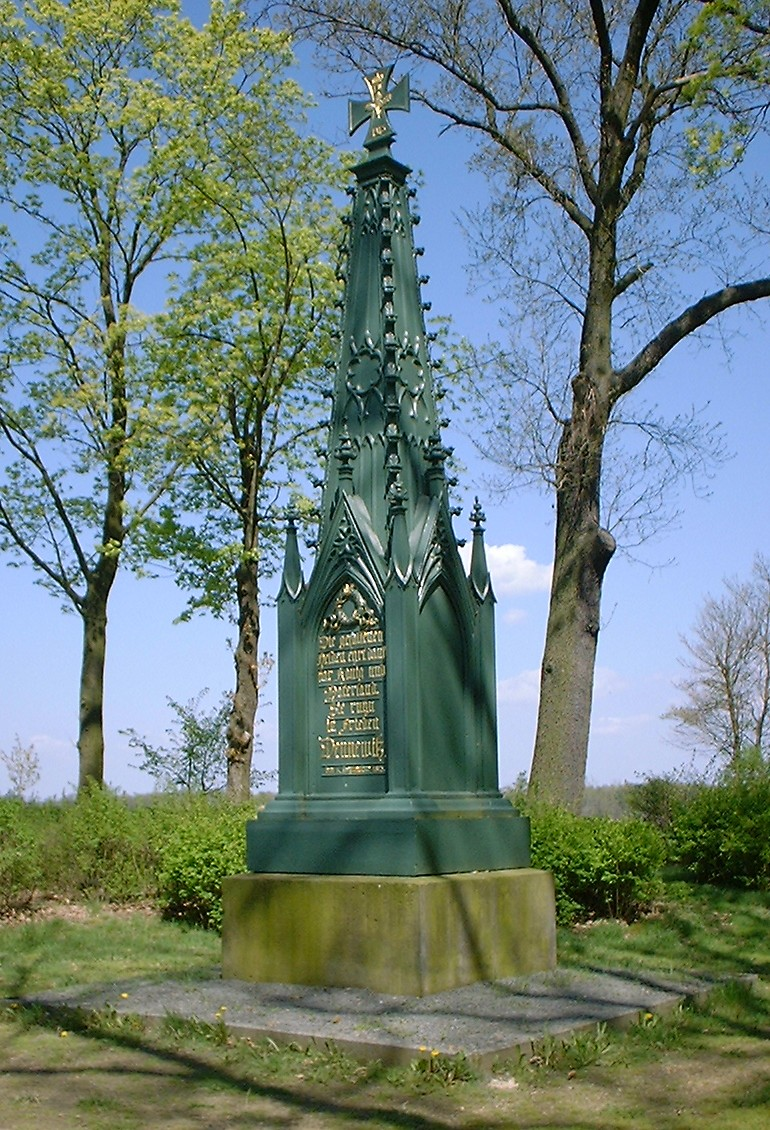